# Чувашско-Елтанское сельское поселение
Чувашско-Елтанское се́льское поселе́ние (тат. Чуаш Ялтаны авыл җирлеге, Çuaş Yaltanı awıl cirlege) — муниципальное образование в Чистопольском районе Татарстана Российской Федерации.
Административный центр — село Чувашский Елтан.

## История
Статус и границы сельского поселения установлены Законом Республики Татарстан от 31 января 2005 года № 44-ЗРТ «Об установлении границ территорий и статусе муниципального образования "Чистопольский муниципальный район" и муниципальных образований в его составе».

## Население
| 2010 | 2011 | 2012 | 2013 | 2014 | 2015 | 2016 |
| ---- | ---- | ---- | ---- | ---- | ---- | ---- |
| 871  | ↘869 | ↘835 | ↘794 | ↘770 | ↘748 | ↘725 |
| 2017 | 2018 |      |      |      |      |      |
| ↘680 | ↘650 |      |      |      |      |      |

## Состав сельского поселения
| № | Населённый пункт | Тип населённого пункта       | Население |
| - | ---------------- | ---------------------------- | --------- |
| 1 | Акбулатово       | село                         |           |
| 2 | Ишалькино        | село                         |           |
| 3 | Карасье Озеро    | деревня                      |           |
| 4 | Крещеный Елтан   | деревня                      |           |
| 5 | Чувашский Елтан  | село, административный центр |           |